# Салаватский государственный башкирский драматический театр
Салаватский государственный башкирский драматический театр — башкирский драматический театр в Салавате.

## Адрес
Адрес театра: 453266, Россия, Республика Башкортостан, г. Салават, улица 30 лет Победы, дом 5.

## История театра
Салаватский государственный башкирский драматический театр (СГБДТ) создан в 1933 году в селе Толбазы Аургазинского района как колхозно-совхозный театр. Театр вырос из драматического кружка при районном клубе. Руководителем коллектива была Е. Сыртланова-Шляхтина. Первый спектакль театр — Ф.Бурнаш "Молодые сердца"
В театре ставили пьесы классиков башкирской и татарской драматургии. В годы Великой Отечественной войны сохранялся усилиями небольшой группы женщин-актрис (спектакль «7 девушек»). В 1936 году театр занял первое место на республиканской театральной олимпиаде в Уфе.
В связи со строительством города Салавата в 1956 году театр был переведен туда и получил современное название. Перед актерами встала проблема перехода на башкирскую сценическую речь, поскольку Аургазинский театр ставил спектакли на татарском языке.
В Салавате театр размещался в нескольких комнатах на улице Ленина д. 40 и работал в качестве «театра на колесах». Кроме Башкирии театр гастролировал в Татарской АССР, Челябинской, Курганской, Оренбургской областях. В 1970-х гг. годах театру передали первый этаж здания на площади Победы (бульвар Космонавтов д. 13).
В 1991 в составе делегации по культурному обмену побывал в Китае с башкирской фольклорной программой в постановке К.Надыршина.
В 1992 году получил собственное современное здание (бывшее здание Дома культуры «Машиностроителей») на 400 мест и начал там постоянную работу. В труппе в разное время работали: Р. Баянов, И. Валеев, Ф. Бахтияров, Г. Насырова, режиссёрами были Ф. Галляутдинов, В. Сайфуллин, Л. Валеев.
С 1977 по 1997 годы директором театра был Яппаров Марс Шарипович. С 1998 по 2014 год театром руководила заслуженный деятель искусств Республики Башкортостан Сафаргулова Наиля Абдулхаевна . С 2014 года обязанности директора исполнял Маннапов Ильдар Маратович, а с 14.06.2017 по 01.03.2021 года он исполнял должность директора.
В 1993, 1995 и 2003 годах на базе театра в г. Салавате проводились Республиканские фестивали «Театральная весна».
В апреле 2005 года спектакль «Кавардак Forever» С.Лобозерова был признан лучшим спектаклем Фестиваля театров малых городов Республики Башкортостан в г.Москва.
В 90-х годах в театре проводились Республиканские фестивали Башкортостана «Театральная весна».
В 2015 году состоялась поездка театрального коллектива в Турцию, г.Конья, для участия в VIII Международном фестивале тюркоязычных театров «Тысяча вдохов и один голос». На суд зрителей был представлен спектакль в постановке З.Сулейманова «Последняя песнь деда Коркута»  по одному из сказаний огузского эпоса «Книга деда Коркута».Автор пьесы - Зухра Буракаева.
В 2016 году постановка «Земляки» („Ерҙәштәр“) по мотивам повести аксакала башкирской драматургии Мустая Карима «Деревенские адвокаты» был включен в лонг-лист Национальной премии «Золотая маска» — список самых заметных спектаклей сезона. В качестве режиссёра-постановщика выступил москвич Антон Фёдоров. В этом же году спектакль был удостоен диплома специальной молодежной премии «Life-theatre» Союза театральных деятелей РБ в номинации «Актерский ансамбль». Также в апреле 2017 года он участвовал в республиканском фестивале «Театральная весна-2017» и получил Гран-при в номинации «Лучший спектакль», «Лучшая мужская роль второго плана» (Радик Галиуллин за роль Курбангали).
В марте 2017 года спектакль «Шукшин» по рассказам Василия Шукшина в постановке Антона Фёдорова участвовал в I Всероссийском фестивале театров народов Поволжья и Урала «Идель-Урал-Буа — пространство диалога» в городе Буинск (Республика Татарстан).
Спектакль «Глумов» (постановка Антона Фёдорова) по мнению Экспертного совета Российской национальной театральной премии и фестиваля «Золотая маска» вошел в лонг-лист самых заметных спектаклей сезона 2017—2018 годов. Также спекутакль стал участником XIV Международного театрального фестиваля «Науруз» (Казань, 2019).
Спектакль "Посетитель" ("Көтөлмәгән ҡунаҡ") по пьесе турецкого автора Тунджера Джюдженоглу является участником 19-го Международного Черноморского театрального фестиваля в г.Трабзоне (Турция, 2018г.).
Спектакль "Беруши" ("Бер, ике, өс") по пьесе казахского автора Олжаса Жанайдарова является:
- участником VII международного фестиваля тюркоязычных театров «ТУГАНЛЫК» (во внеконкурсной программе), г.Уфа,26.05.2019г.;
- участником XI Всероссийского фестиваля «Ремесло» (г.Казань,10.12.2019г.);
- участником XVIII Фестиваля театров малых городов России (г.Набережные Челны Республики Татарстан, 03.06.2021г.).
Спектакли, поставленные в рамках проекта "Культура малой Родины" партии "Единая Россия":
- "Глумов" по пьесе Александра Островского "На всякого мудреца довольно простоты", реж.Антон Федоров, г.Москва (11.11.2017г.)
- "Посетитель" / "Көтөлмәгән ҡунаҡ" по пьесе турецкого автора Тунджера Джюдженоглу, реж.Олег Ханов (15.12.2017г.)
- "Дыхание рая" / "Йәннәт һулышы" по одноименной повести Гульсиры Гизатуллиной, реж.Ильсур Казакбаев (30.11.2018г.)
- "Радость нашего дома" / "Беҙҙең өйҙөң йәме" по пьесе Мустая Карима, реж.Ренат Аюпов (г.Казань) (22.06.2019г.)
- "Идукай" / "Иҙеүкәй" по пьесе Мухаметшы Бурангулова (инсц.Олжаса Жанайдарова), реж.Ильсур Казакбаев (07.12.2019г.)
- "Мгновенье жизни" / "Ғүмерҙең бер мәле" по повести Нугумана Мусина "Двое мужчин и одна женщина", реж.Лиана Нигматуллина (02.10.2020г.)
- "Горка" / "Һырғалаҡ" по пьесе Алексея Житковского, реж.Ильсур Казакбаев (24.11.2021г.)

## Репертуар

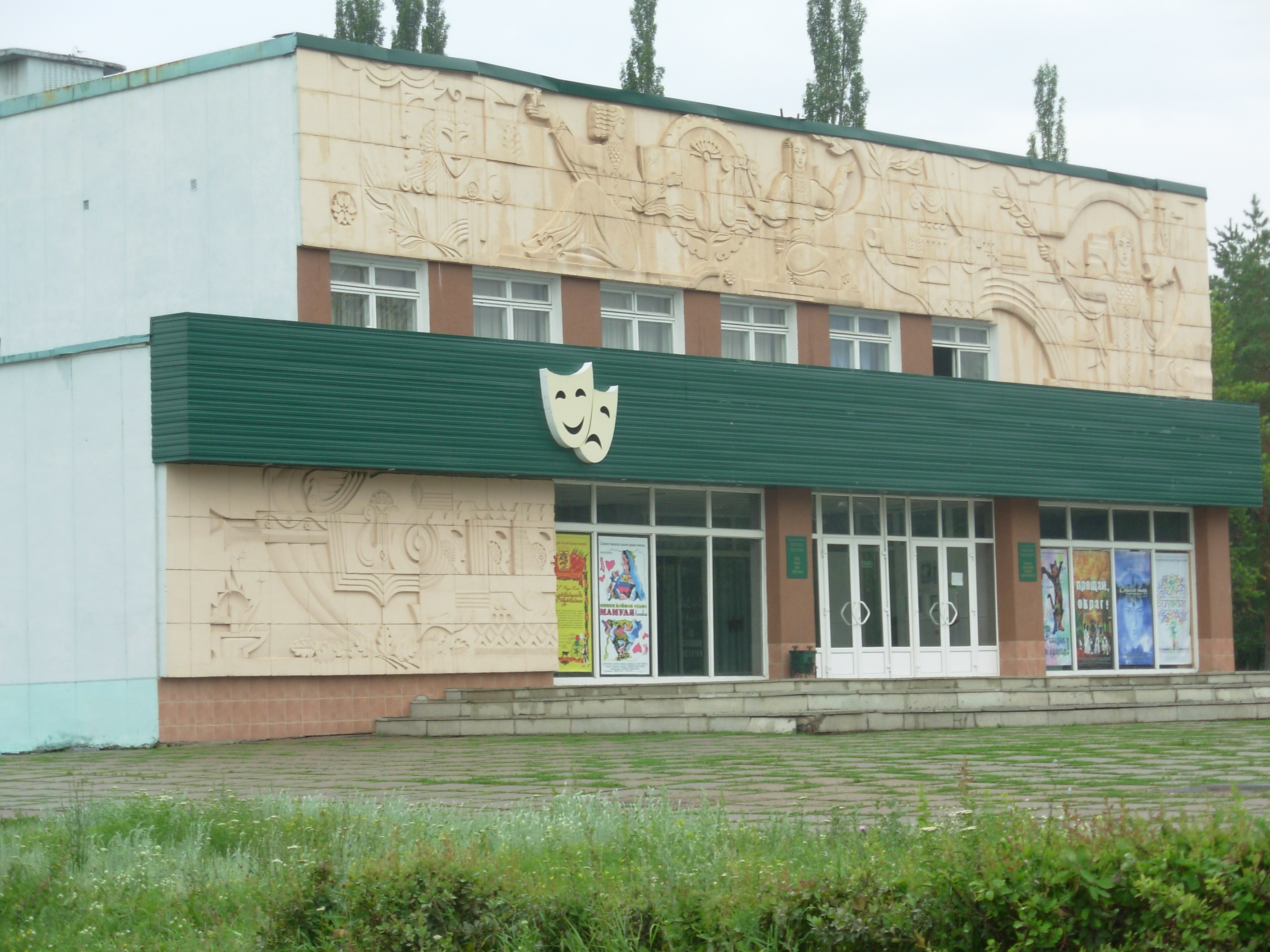
Здание театра в Салавате

Репертуар труппы театра составлен из произведений национальной классики, современных татарских и башкирских, а также зарубежных авторов.
На сцене театра идут спектакли:
- «Вишневая гора» / "Сейәле тау", драма Н. Асанбаева[3]
- «Бес в ребро» / "Ҡартайғанда тыртайған", комедия М. Багаева[4]
- «Мамуля» / "Минең ҡәйнәм әүлиә", комедия С.Белова[5]
- «Риваят» / "Риүәйәт", легенда о любви Т. Миннуллина[6]
- «Эх, Уфимские девчата» / "Эх, өфө ҡыҙҙары", музыкальная комедия И.Абдуллина
- «Девушка с веснушками» / "Һипкелле ҡыҙ", музыкальная комедия К.Акбашева
- «Семь девушек» / "Ете ҡыҙ", историческая драма Н.Асанбаева
- «Деревенские Донжуаны» / "Ҡыҙын алдым ҡосаҡҡа",  комедия Б.Аппаева
- «Вот так случилось...» / "Шулай булды шул", музыкальная комедия Т.Миннуллина
- «Бабий бунт» / "Байрам ашы-ҡара ҡаршы", музыкальная комедия М.Багаева
- «Расплата» / "Бер рәхәттең бер михнәте", мелодрама А.Попова
- «Клятва от лукавого» / "Әллә яңылыш, әллә яҙмыш",  мелодрама Т. Миннуллина
- «Озеро любви» / "Мөхәббәт күле", комедия М. Багаева
- «Он вернулся» / "Ул ҡайтты", драма А.Атнабаева
- «Гульшаян» / "Гөлшаян", комедия М. Амира
- «Приехали девушки в село» / "Ҡыҙҙар килде ауылға", музыкальная комедия Н. Гаитбаева
- «Старик из деревни Альдермеш» / "Әлдермештән Әлмәндәр", комедия Т.Миннуллина
- «Game over. Конец игры» социальная драма для молодежи З. Сулейманова
- «Муравейник» / "Ҡырмыҫҡа иләүе",  лирическая комедия Д. Юсупова
- «Олюшкино счастье» / "Гөлкәйҙең бәхете", мелодрама Ш. Шакуровой
- «Земляки» / "Ерҙәштәр" по повести М. Карима "Деревенские адвокаты", реж.Антон Федоров, г.Москва (10.03.2016г.)
- «Шукшин» / "Шукшин" по пяти рассказам Василия Шукшина, реж.Антон Федоров, г.Москва (04.11.2016г.)
- «№13» / «№13», комедия Рэя Куни, реж.Эдуард Шаихов (10.03.2017г.)
- "Лабиринт" спектакль-вербатим, реж.Юлия Саубанова (13.09.2017г.)
- "Глумов" по пьесе А.Островского "На всякого мудреца довольно простоты", реж. Антон Федоров, г.Москва (11.11.2017г.)
- "Посетитель" / "Көтөлмәгән ҡунаҡ" по пьесе турецкого автора Т.Джюдженоглу, реж.Олег Ханов (15.12.2017г.)
- "Люстра" по пьесе И.Зайниева, реж.Айдын Салбанов, Казахстан (27.02.2018г.)
- "Однажды на даче" / "Көтмәгәндә булған хәл" по пьесе Эсфира Ягудина, реж.Ильдар Валеев (05.10.2018г.)
- "Дыхание рая" / "Йәннәт һулышы" по одноименной повести Гульсиры Гизатуллиной (инсц.З.Буракаевой), реж.Ильсур Казакбаев (30.11.2018г.)
- "Голубцы" по пьесе А.Финка, реж.Ильнур Муллабаев (07.03.2019г.)
- "Беруши" / "Бер, ике, өс" по пьесе Олжаса Жанайдарова, реж.Ильсур Казакбаев (07.04.2019г.)
- "Радость нашего дома" / "Беҙҙең өйҙөң йәме" по пьесе Мустая Карима, реж.Ренат Аюпов (г.Казань) (22.06.2019г.)
- "Идукай" / "Иҙеүкәй" по пьесе Мухаметшы Бурангулова (инсц.Олжаса Жанайдарова), реж.Ильсур Казакбаев (07.12.2019г.)
- "Всем кого касается" по пьесе Даны Сидерос, реж.Ильшат Мухутдинов (16.03.2020г.)
- "Мгновенье жизни" / "Ғүмерҙең бер мәле" по повести Нугумана Мусина "Двое мужчин и одна женщина" (инсц.З.Буракаевой), фантастический сон, 12+, реж.Лиана Нигматуллина (02.10.2020г.)
- "Здравствуй, мама!" / "Йөрәк майым...", реж.Айдын Салбанов (Казахстан, онлайн-постановка, 14.10.2020г.)
- "Осторожно, сваха" / "Абау, димсе килә!" по пьесе Сарвар Суриной, музыкальная комедия , 12+, реж.Зиннур Сулейманов (04.03.2021г.)
- "Прости меня, мама!" / "Кисер мине, әсәй!" по пьесе Роберта Батуллы, грустная комедия, 12+, реж. Радик Галиуллин (14.10.2021г.)
- "Верность" / "Тоғролоҡ" по рассказу Мунира Кунафина "Верность человечеству", драма, 12+, реж.Лиана Нигматуллина (09.03.2022г.)

а также спектакли для детей:
- В.Орлов «Золотой цыпленок», С.Маршак «Кошкин дом», А.Пушкин «Сказка о царе Салтане», З.Сулейманов «Три поросенка»,  М.Бартенев "Считаю до пяти...", Ш.Перро "Золушка", В.Илюхов "Веселый Эльф", Л.Нигматуллина "Дорожная сказка", "Ай! Горит!", Д.Салимзянова "Море.Остров.Клад.", Г.Андерсена "Дюймовочка", инсц.Л.Нигматуллиной "Волшебная лампа Аладдина" и др.

## Администрация
- Кутушев Айбулат Минигалеевич - директор, заслуженный артист РБ
- Нигматуллина Лиана Кабировна - главный режиссер
- Сиражитдинова Юлия Габдрауфовна - главный художник
- Рашитов Ильнур Камилович - заместитель директора по АХЧ
- Юлдыбаева Эльза Даниловна - заместитель директора по организации зрителей
- Нургалеева Розалия Мансуровна — главный бухгалтер
- Баширова Дина Гайсовна — руководитель литературно-драматургической части
- Зайнетдинова Айгуль Фавадисовна —специалист по кадрам
- Фаезова Ирина Мунировна — заведующая художественно-постановочной частью
- Галиуллина Альбина Юлаевна - специалист по маркетингу

## Актёры
В труппе театра 30 актёров, среди них Миндулла Идрисов — заслуженный артист Российской Федерации, народные артисты РБ Гульчачак Шарипова, Гульшат Зиязетдинова (1947—2023), Фатих Кульсарин, Науфиля Якупова, Гульфира Сафиуллина,  заслуженные артисты РБ Якуп Шарипов, Назгуль Исанбаева, Минзиля Кутушева, Наркас Юмагузина, Мирас Юмагузин, заслуженный работник культуры РБ Рустам Фазылов, артисты Ринат Ибатуллин, Риф Мусин, Айсылу Лукманова, Лиана Нигматуллина, Ляйсан Муллаянова, Рафаэль и Рамзия Гайнуллины, Гульфина Ибатуллина, Амир Утябаев, Айнур Синагулов, Назифа Аласова, Эльвина Мусина, Радмир Давлетбаев, Расима Хайбуллина, Лилия Байгильдина, Эльвира Гиззатуллина, Револь Гималов, Нафиса Мазитова, Юнир Мансуров.

## Художники
Курбандурды Чарыев — главный художник театра в 1995 году.
Альберт Нестеров - главный художник театра с 2003 по 2012 гг.
Зилия Канчурина - главный художник театра с  2019/01 года по 2019/10.
Юлия Сиражитдинова - главный художник с 2021 года по наст.время.

## Интересные факты
В театре собраны документы по истории театра, театральные костюмы и декорации.
Пьесы в театре ставятся в основном на башкирском языке (осуществляется синхронный перевод текста на русский язык).
Часть спектаклей идет на русском языке.
Про историю башкирского театра снят документальный фильм «Театр семи девушек» режиссер Кирстен Гайнет. Фильм был показан на многих международных и Российских кинофестивалей.

## Руководство
Директорами театра в разное время являлись: 
- Ахмеров Ибрагим Ахмерович (1941—1959, 1964—1966);
- Асанбаев Нажиб Вильданович (1959—1962);
- Яппаров Марс Шарипович (1977—1997);
- Байкова-Сафаргулова Наиля Абдулхаевна (1998-2013);
- Зиганшин Азат Надирович (2014, срок работы - 4 месяца)
- Маннапов Ильдар Маратович (14.06.2017- 2021г.г.)

## Примечание
1. ↑  Администрация городского округа город Салават | Официальный сайт " Салаватский государственный башкирский драматический театр открывает 78 театральный сезон. Дата обращения: 20 мая 2011. Архивировано из оригинала 23 мая 2014 года.
2. ↑  Кызыл тан от 19.12.2013: Чишмә башы — Авыргазыда Архивная копия от 23 мая 2014 на Wayback Machine
3. ↑  Спектакль «Вишневая гора» Н. Асанбаева
4. ↑  YouTube — PREMIERA TEATR.flv
5. ↑  YouTube — SPEKTAKL PREM`ERA MAMULYA
6. ↑  Спектакль «Рауайят» Т. Миннуллина. Дата обращения: 30 сентября 2017. Архивировано 21 июля 2014 года.
7. ↑  Театральный коллектив. Дата обращения: 13 октября 2011. Архивировано 12 сентября 2012 года.
8. ↑  Актёры театра. Дата обращения: 20 мая 2011. Архивировано из оригинала 26 июня 2009 года.
9. ↑  78-й театральный сезон. Дата обращения: 20 мая 2011. Архивировано из оригинала 23 мая 2014 года.
10. ↑  Театр Кирстен Гайнет. resbash.ru. Дата обращения: 25 сентября 2021. Архивировано 25 сентября 2021 года.